# Oldeholtpade
Oldeholtpade (Stellingwerfs: Hooltpae, Fries: Aldeholtpea) is een dorp in de gemeente Weststellingwerf, in de Nederlandse provincie Friesland.
Het dorp ligt ongeveer 3 kilometer ten oosten van Wolvega en behoort tot de grotere dorpen van de gemeente. Het telde in 2023 1.115 inwoners.

## Etymologie
In een oorkonde uit 1204 komt de naam voor het eerst voor als Holenpathe. Olde- werd in de veertiende eeuw toegevoegd na de stichting van het nieuwe Holtpade: Nijeholtpade. Andere vormen zijn Oldeholpat (1320), Oldehelpae (1408), Oldeholpade (1505) en Olde hollepae (1510). De vorm Oldeholtpade voor in de kopie van een akte uit 1399 en werd vanaf de 16e eeuw gebruikelijk.
De oorspronkelijke naam Holenpathe betekent vermoedelijk 'pad door een laaggelegen moeras' of 'laaggelegen smalle voetweg'. Later werd hetbestanddeeld hol geïnterpreteerd als holt 'bos', en begreep men de naam Oldeholtpade als 'aan het oude bospad'.

In de oudste vormen holen- en hol- komt geen -t voor. Philomène Bloemhoff-de Bruyn vermoedt dat de 't' later door kopiisten is toegevoegd, wellicht onder invloed van de nabijgelegen plaatsen Olde- en Nijeholtwolde..

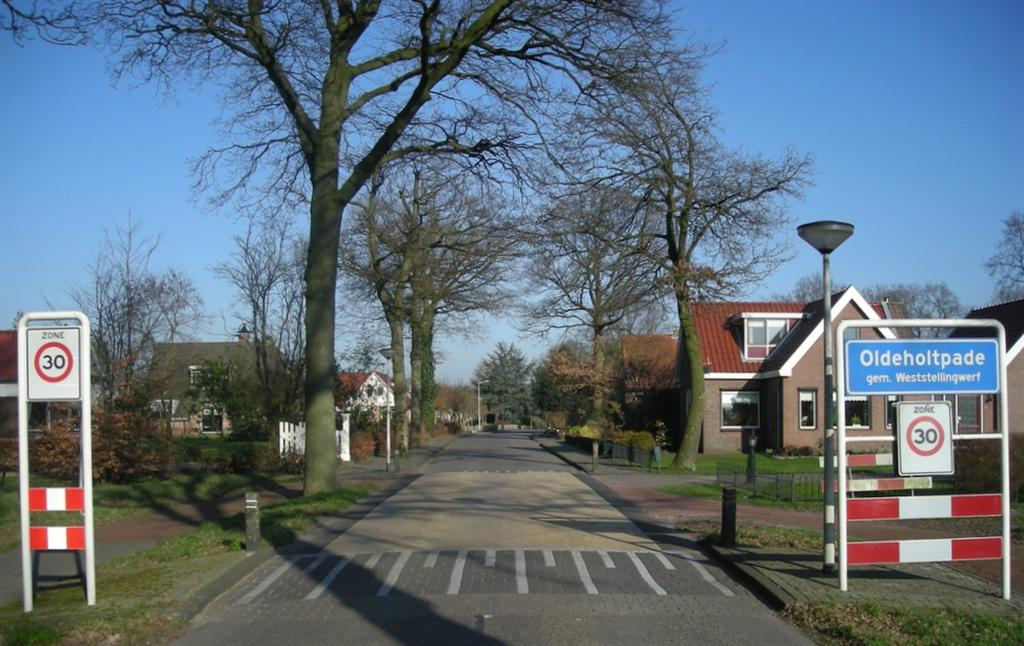

## Verenigingen
Voetbalclub VV Oldeholtpade is gevestigd in Oldeholtpade. Het voetbalveld ligt aan de noordzijde van het dorp aan de Hamersweg. Korfbalclub SCO (sport club Oldeholtpade) is gevestigd in Oldeholtpade. Het korfbalveld ligt gelegen aan de rand van het dorp nabij het pompstation.

## Geboren
- Teun Tolman (1924-2007), veefokker en politicus

## Bekende inwoners
- Anton Verhey (1938), kunstschilder